# Johanna Bassani
Johanna Bassani (ur. 25 kwietnia 2002 w Vöcklabruck, zm. 5 maja 2020) – austriacka kombinatorka norweska. Srebrna medalistka zimowych igrzysk olimpijskich młodzieży w sztafecie mieszanej (2020). Uczestniczka mistrzostw świata juniorów (2020). Medalistka mistrzostw kraju.

## Przebieg kariery
Jako dwunastolatka zwyciężyła w mistrzostwach swojego rodzinnego miasta Attnang-Puchheim w biegach narciarskich. W okresie tym trenowała lekkoatletykę. Choć skakała na nartach już wcześniej (w 2013 brała udział między innymi w dwóch konkursach Turnieju Czterech Skoczni dzieci) trening skoków narciarskich rozpoczęła dopiero w 2016, gdy zgłosiła się do Centrum Szkolenia Nordyckiego (niem. Nordisches Ausbildungszentrum; NAZ) w Eisenerz (w tym czasie otwarty został tam kompleks Erzberg Arena), gdzie zaczęła też profesjonalny trening biegów narciarskich. W trakcie treningów na skoczni w Seefeld miała poważny upadek, w którym doznała złamania kręgosłupa, powróciła jednak do sportu.
Bassani zdobywała brązowe medale w rywalizacji drużynowej kombinatorek norweskich na OPA Games w 2018 i 2019. W imprezie tej startowała również wśród skoczkiń narciarskich, jednak nie osiągnęła sukcesów. W marcu 2018 w Chaux-Neuve zadebiutowała w Alpen Cupie – w rywalizacji skoczkiń uplasowała się w trzeciej dziesiątce, a wśród kombinatorek zajęła 7. i 6. miejsce (Gundersen HS60/4 km).
W sezonie 2019/2020 zaczęła występować w zawodach wyższej rangi w kombinacji norweskiej. W sierpniu 2019 w Klingenthal zadebiutowała w Letnim Grand Prix, zajmując przedostatnią, 18. pozycję (Gundersen HS80/5 km). We wrześniu 2019 w Predazzo pierwszy raz stanęła na podium Alpen Cupu, plasując się na 2. lokacie (Gundersen HS106/2,5 km), a sukces ten powtórzyła w grudniu 2019 w Seefeld (Gundersen HS109/2,5 km), gdzie także była druga. Przy okazji obu tych startów ustanowiła także swoje najlepsze w karierze wyniki w Alpen Cupie w skokach narciarskich, zajmując w Predazzo 6., a w Seefeld 5. miejsce – drugi z tych startów był jednocześnie jej ostatnim w karierze w oficjalnych zawodach międzynarodowych w skokach narciarskich rozgrywanych pod egidą FIS. Z dorobkiem 286 punktów zajęła 3. miejsce w klasyfikacji generalnej Alpen Cupu w kombinacji norweskiej w sezonie 2019/2020, przegrywając tylko z Lisą Hirner i Anniką Sieff.
W styczniu 2020 w Prémanon wzięła udział w zimowych igrzyskach olimpijskich młodzieży – w rywalizacji indywidualnej (Gundersen HS90/4 km) zajęła 8. lokatę, a w sztafecie mieszanej z austriackim zespołem sięgnęła po srebrny medal. W lutym 2020 w Eisenerz zadebiutowała w Pucharze Kontynentalnym, zajmując 11. (start masowy 5 km/HS109) i 18. miejsce (Gundersen HS109/5 km). W marcu 2020 w Oberwiesenthal wystartowała na mistrzostwach świata juniorów, plasując się indywidualnie na 15. pozycji (Gundersen HS105/5 km). W tym samym miesiącu w Niżnym Tagile dwukrotnie zajęła 6. lokatę w Pucharze Kontynentalnym (w obu przypadkach Gundersen HS97/5 km). Były to jej ostatnie w karierze starty w oficjalnych zawodach międzynarodowych w kombinacji norweskiej rozgrywanych pod egidą FIS.
Bassani jest medalistką mistrzostw Austrii w kombinacji norweskiej – w październiku 2019 w Tschagguns zdobyła srebrny medal mistrzostw Austrii w kombinacji norweskiej w rywalizacji indywidualnej (Gundersen HS108/5 km), przegrywając tylko z Lisą Hirner.
Zmarła 5 maja 2020 w wieku 18 lat.

## Mistrzostwa świata juniorów

### Indywidualnie
| 2020 Oberwiesenthal | – | 15. miejsce (Gundersen HS105/5 km) |

### Starty J. Bassani na mistrzostwach świata juniorów – szczegółowo
| Miejsce | Dzień   | Rok  | Miejscowość    | Konkurencja          | Wynik zwycięzcy | Strata  | Zwycięzca   |
| ------- | ------- | ---- | -------------- | -------------------- | --------------- | ------- | ----------- |
| 15.     | 4 marca | 2020 | Oberwiesenthal | Gundersen HS105/5 km | 14:12,3         | +2:53,2 | Jenny Nowak |

## Igrzyska olimpijskie młodzieży

### Indywidualnie
| 2020 Lozanna/ Prémanon | – | 8. miejsce (Gundersen HS90/4 km) |

### Drużynowo
| 2020 Lozanna/ Prémanon | – | srebrny medal (sztafeta mieszana) |

### Starty J. Bassani na igrzyskach olimpijskich młodzieży – szczegółowo
| Miejsce | Dzień       | Rok  | Miejscowość        | Konkurencja         | Wynik zwycięzcy | Strata  | Zwycięzca   |
| ------- | ----------- | ---- | ------------------ | ------------------- | --------------- | ------- | ----------- |
| 8.      | 18 stycznia | 2020 | Lozanna / Prémanon | Gundersen HS90/4 km | 11:45,6         | +37,0   | Lisa Hirner |
| 2.      | 22 stycznia | 2020 | Lozanna / Prémanon | sztafeta mieszana   | 29:20,5         | +1:19,3 | Norwegia    |

## Puchar Kontynentalny

### Miejsca w klasyfikacji generalnej Pucharu Kontynentalnego
| Sezon     | Miejsce |
| --------- | ------- |
| 2019/2020 | 18.     |

### Miejsca w poszczególnych konkursach Pucharu Kontynentalnego
| 2019/2020                                                    |                 |                 |            |            |                |                |                   |                   |        |        |        |        |        |
| Park City 13.12                                              | Park City 14.12 | Park City 15.12 | Rena 25.01 | Rena 26.01 | Eisenerz 22.02 | Eisenerz 23.02 | Niżny Tagił 11.03 | Niżny Tagił 12.03 | punkty | punkty | punkty | punkty | punkty |
| -                                                            | -               | -               | -          | -          | 11             | 18             | 6                 | 6                 | 117    | 117    | 117    | 117    | 117    |
| Legenda                                                      |                 |                 |            |            |                |                |                   |                   |        |        |        |        |        |
| 1 2 3 4-10 11-30 poniżej 30 - – zawodniczka nie wystartowała |                 |                 |            |            |                |                |                   |                   |        |        |        |        |        |

## Letnie Grand Prix

### Miejsca w klasyfikacji generalnej Letniego Grand Prix
| Sezon | Miejsce                 |
| ----- | ----------------------- |
| 2019  | niesklasyfikowana (25.) |

### Miejsca w poszczególnych konkursach Letniego Grand Prix
| Sezon 2019                                                   |             |         |         |        |        |        |        |        |        |        |        |        |        |        |        |        |        |        |        |        |        |        |        |        |        |        |        |        |        |        |        |        |        |
| Oberwiesenthal                                               | Klingenthal | Oberhof | Oberhof | punkty | punkty | punkty | punkty | punkty | punkty | punkty | punkty | punkty | punkty | punkty | punkty | punkty | punkty | punkty | punkty | punkty | punkty | punkty | punkty | punkty | punkty | punkty | punkty | punkty | punkty | punkty | punkty | punkty | punkty |
| -                                                            | 18          | -       | -       | 13     | 13     | 13     | 13     | 13     | 13     | 13     | 13     | 13     | 13     | 13     | 13     | 13     | 13     | 13     | 13     | 13     | 13     | 13     | 13     | 13     | 13     | 13     | 13     | 13     | 13     | 13     | 13     | 13     | 13     |
| Legenda                                                      |             |         |         |        |        |        |        |        |        |        |        |        |        |        |        |        |        |        |        |        |        |        |        |        |        |        |        |        |        |        |        |        |        |
| 1 2 3 4-10 11-30 poniżej 30 - – zawodniczka nie wystartowała |             |         |         |        |        |        |        |        |        |        |        |        |        |        |        |        |        |        |        |        |        |        |        |        |        |        |        |        |        |        |        |        |        |

## Alpen Cup

### Miejsca w klasyfikacji generalnej Alpen Cup
| Sezon     | Miejsce |
| --------- | ------- |
| 2017/2018 | 17.     |
| 2018/2019 | 20.     |
| 2019/2020 | 3.      |

### Miejsca na podium Alpen Cup chronologicznie
| Nr | Data             | Miejscowość | Konkurencja            | Wynik zwycięzcy | Pozycja | Strata  | Zwycięzca   |
| -- | ---------------- | ----------- | ---------------------- | --------------- | ------- | ------- | ----------- |
| 1. | 22 września 2019 | Predazzo    | Gundersen HS106/2,5 km | 6:46,8 min      | 2.      | +41,0 s | Lisa Hirner |
| 2. | 22 grudnia 2019  | Seefeld     | Gundersen HS109/2,5 km | 7:23,8 min      | 2.      | +8,0 s  | Lisa Hirner |

### Miejsca w poszczególnych konkursach Alpen Cup
| Sezon 2017/2018                                                                                          |              |          |          |         |          |          |             |             |             |             |        |        |        |        |        |        |        |        |        |        |        |        |        |        |        |        |        |        |        |        |        |        |        |        |        |        |        |        |        |    |
| Klingenthal                                                                                              | Bischofsgrün | Predazzo | Seefeld  | Seefeld | Schonach | Schonach | Baiersbronn | Baiersbronn | Chaux-Neuve | Chaux-Neuve | punkty |        |        |        |        |        |        |        |        |        |        |        |        |        |        |        |        |        |        |        |        |        |        |        |        |        |        |        |        |    |
| - | -            | -        | -        | -       | -        | -        | -           | -           | 7           | 6           | 76     | 76     | 76     | 76     | 76     | 76     | 76     | 76     | 76     | 76     | 76     | 76     | 76     | 76     | 76     | 76     | 76     | 76     | 76     | 76     | 76     | 76     | 76     | 76     | 76     | 76     | 76     | 76     | 76     | 76 |
| Sezon 2018/2019                                                                                          |              |          |          |         |          |          |             |             |             |             |        |        |        |        |        |        |        |        |        |        |        |        |        |        |        |        |        |        |        |        |        |        |        |        |        |        |        |        |        |    |
| Klingenthal                                                                                              | Bischofsgrün | Predazzo | Predazzo | Villach | Villach  | Schonach | Schonach    | Chaux-Neuve | Chaux-Neuve | punkty      | punkty | punkty | punkty | punkty | punkty | punkty | punkty | punkty | punkty | punkty | punkty | punkty | punkty | punkty | punkty | punkty | punkty | punkty | punkty | punkty | punkty | punkty | punkty | punkty | punkty | punkty | punkty | punkty | punkty |    |
| 8 | 6            | -        | -        | -       | -        | -        | -           | dns         | 6           | 112         | 112    | 112    | 112    | 112    | 112    | 112    | 112    | 112    | 112    | 112    | 112    | 112    | 112    | 112    | 112    | 112    | 112    | 112    | 112    | 112    | 112    | 112    | 112    | 112    | 112    | 112    | 112    | 112    | 112    |    |
| Sezon 2019/2020                                                                                          |              |          |          |         |          |          |             |             |             |             |        |        |        |        |        |        |        |        |        |        |        |        |        |        |        |        |        |        |        |        |        |        |        |        |        |        |        |        |        |    |
| Klingenthal                                                                                              | Bischofsgrün | Predazzo | Predazzo | Seefeld | Seefeld  | punkty   | punkty      | punkty      | punkty      | punkty      | punkty | punkty | punkty | punkty | punkty | punkty | punkty | punkty | punkty | punkty | punkty | punkty | punkty | punkty | punkty | punkty | punkty | punkty | punkty | punkty | punkty | punkty | punkty | punkty | punkty |        |        |        |        |    |
| 14 | 7            | 12       | 2        | 4       | 2        | 286      | 286         | 286         | 286         | 286         | 286    | 286    | 286    | 286    | 286    | 286    | 286    | 286    | 286    | 286    | 286    | 286    | 286    | 286    | 286    | 286    | 286    | 286    | 286    | 286    | 286    | 286    | 286    | 286    | 286    |        |        |        |        |    |
| Legenda                                                                                                  |              |          |          |         |          |          |             |             |             |             |        |        |        |        |        |        |        |        |        |        |        |        |        |        |        |        |        |        |        |        |        |        |        |        |        |        |        |        |        |    |
| 1 2 3 4-10 11-30 poniżej 30 – – zawodniczka nie wystartowała dns – zawodniczka nie wystartowała do biegu |              |          |          |         |          |          |             |             |             |             |        |        |        |        |        |        |        |        |        |        |        |        |        |        |        |        |        |        |        |        |        |        |        |        |        |        |        |        |        |    |

## Youth Cup

### Miejsca w klasyfikacji generalnej Youth Cup
| Sezon     | Kategoria    | Miejsce |
| --------- | ------------ | ------- |
| 2018/2019 | Youth Cup II | 14.     |

### Miejsca w poszczególnych konkursach Youth Cup

#### Youth Cup II
| Sezon 2018/2019                                              |            |           |           |        |        |        |        |        |        |        |        |        |        |        |        |        |        |        |        |        |        |        |        |        |        |        |        |        |        |        |        |        |        |
| Oberstdorf                                                   | Oberstdorf | Trondheim | Trondheim | punkty | punkty | punkty | punkty | punkty | punkty | punkty | punkty | punkty | punkty | punkty | punkty | punkty | punkty | punkty | punkty | punkty | punkty | punkty | punkty | punkty | punkty | punkty | punkty | punkty | punkty | punkty | punkty | punkty | punkty |
| 13                                                           | 8          | -         | -         | 52     | 52     | 52     | 52     | 52     | 52     | 52     | 52     | 52     | 52     | 52     | 52     | 52     | 52     | 52     | 52     | 52     | 52     | 52     | 52     | 52     | 52     | 52     | 52     | 52     | 52     | 52     | 52     | 52     | 52     |
| Legenda                                                      |            |           |           |        |        |        |        |        |        |        |        |        |        |        |        |        |        |        |        |        |        |        |        |        |        |        |        |        |        |        |        |        |        |
| 1 2 3 4-10 11-30 poniżej 30 – – zawodniczka nie wystartowała |            |           |           |        |        |        |        |        |        |        |        |        |        |        |        |        |        |        |        |        |        |        |        |        |        |        |        |        |        |        |        |        |        |